# John Phillipps Emslie
Pour les articles homonymes, voir Emslie.

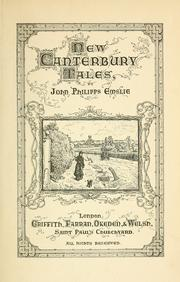
Couverture de New Canterbury Tales par John Philipps Emslie.

John Phillipps Emslie, né à Londres le 21 mai 1839 où il est mort le 24 septembre 1913, est un peintre paysagiste et folkloriste britannique.

## Biographie
Fils de John Emslie et frère d'Alfred Edward Emslie, il étudie au Working Men's College dès 1854 où il est élève de Dante Gabriel Rossetti.
Il se spécialise dans les paysages et illustre le volume 9 de The Illustrated topical record of London en 1900.
Il écrit et illustre aussi les New Canterbury Tales (Griffith, Farran, Okeden & Welsh) vers 1887.
Emslie est un membre fondateur de The Folklore Society dont il est aussi membre du conseil d'administration. Il collecte le folklore local de toute l'Angleterre et prend des notes et des dessins topographiques.